# Phalangodinella tropophyla
Phalangodinella tropophyla is een hooiwagen uit de familie Zalmoxioidae.